# Taxe d’abonnement
Bei der Taxe d’abonnement handelt es sich um eine Steuer, die vierteljährlich auf Fonds nach Luxemburger Recht (z. B. FCP, SICAV, SICAF, SIF) erhoben wird. Sie bezieht sich auf das Nettofondsvolumen per Quartalsende. Sie ist Bestandteil der Gesamtkostenquote. Die Meldung und Überweisung der Taxe erfolgen bis zum 20. des Folgemonats. Der Steuersatz beträgt fondsabhängig zwischen 1 und 5 Basispunkten (Zinsberechnungsmethode: 30/360 Tage).